# یخ‌پرداز

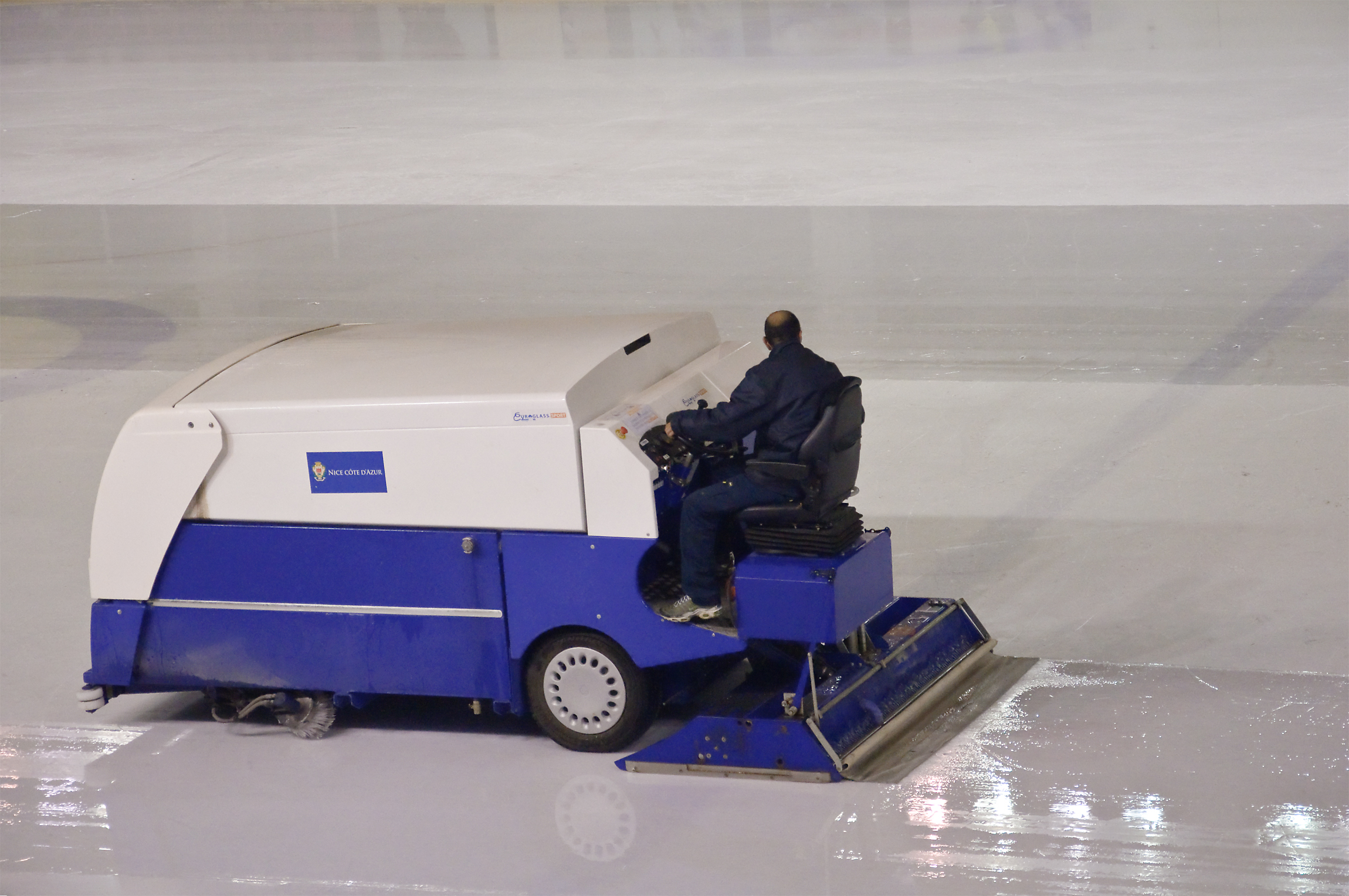

یخ پرداز دستگاهی است که به منظور تمیز کردن و نرم کردن سطح یخ به کار برده می‌شود. این دستگاه معمولاً در زمین‌های اسکیت و یخی کاربرد دارد.